# Sophie Blackall
Sophie Blackall (née le 2 juillet 1970 à Melbourne) est une artiste, illustratrice et autrice de livres pour enfants australienne basée à Brooklyn (New York) depuis 2000,.

## Biographie
Née à Melbourne, Sophie Blackhall a grandi dans la région d'Adélaïde et étudie à la Walford Anglican School for Girls (en). En 1992, Blackall est diplômée d'un baccalauréat en design (Bachelor of Design).
Elle illustre plus de 30 livres pour enfants, incluant la série Ivy and Bean d'Annie Barrows. Elle collabore avec divers auteurs comme Jacqueline Woodson, John Bemelmans Marciano (en), Jane Yolen et Meg Rosoff. Son travail comprend également des publicités télévisées animées et des illustrations pour des journaux et des magazines.
En 2015, sa collaboration avec Emily Jenkins sur A Fine Dessert: Four Centuries, Four Families, One Delicious Treat, a été bien accueillie par les critiques mais est devenu sujet à controverse en raison de sa représentation de l'esclavage,. 
Son travail est récompensé par de nombreux prix, dont la prestigieuse médaille Caldecott a deux reprises : en 2016 pour Finding Winnie: The True Story of the World’s Most Famous Bear et en 2019 pour Le Phare (Hello Lighthouse).  À propos de l'album Le Phare, le magazine Télérama  écrit : « Fruit des rêveries d’une illustratrice australienne établie à New York, à partir de sa découverte, sur un marché aux puces, d’une gravure ancienne montrant les plans de l’intérieur d’un phare avant électrification, ce livre propose une expérience limite, au côté d’un jeune gardien reclus dans sa tour de lumière ».
Si tu viens nous voir sur terre est publié en traduction française en 2021, « génial guide de voyage au pays des humains » selon Télérama.
En 2024 paraît en traduction française Si j'étais un cheval (If I Was a Horse), un « surprenant récit équin où cavale la fantaisie » pour Télérama.

## Œuvres

### Auteure et illustratrice
- (en) 20 Party Tricks to Amuse and Amaze Your Friends, 1997
- (en) Missed Connections: Love, Lost & Found, 2011
- Dis, tu dors ?, Didier Jeunesse, 2013 ((en) Are You Awake?, 2011), 48 p.  (ISBN 978-2-2780-7079-4)
- L'arbre à bébés, Circonflexe, 2015 ((en) The Baby Tree, 2014)  (ISBN 978-2-8783-3754-9)
- Le Phare[11], Les Éditions des Éléphants, 2021 ((en) Hello Lighthouse, 2018), trad. Ilona Meyer et Caroline Drouault, 44 p.  (ISBN 978-2-3727-3113-3)Médaille Caldecott 2019
- Si tu viens nous voir sur Terre[12], Saltimbanque, 2021 ((en) If You Come to Earth, 2020), 80 p.  (ISBN 978-2-3780-1197-0)
- (en) Negative Cat, 2021
- (en) Things to Look Forward, 2022
- Si j'étais un cheval[13], Saltimbanque, 2024 ((en) If I Was a Horse, 2023), 80 p.  (ISBN 9782378012922)

### Illustratrice
- Shirin Yim Bridges, Bonne chance, petite Ruby ! [« Ruby's Wish »], Syros Jeunesse, 2003, 32 p. (ISBN 978-2-7485-0136-0)
- (en) Meg Rosoff, Meet Wild Boars!, 2005
- (en) Phillis Gershator et David Gershator, Summer is Summer, 2006
- Deborah Noyes, Papillon rouge : Ou comment une princesse fit sortir de Chine le secret de la soie [« Red Butterfly: How a Princess Smuggled the Secret of Silk Out of China »], Tourbillon, 2007, 30 p. (ISBN 978-2-84801-363-3)
- (en) Cari Best, What's So Bad About Being an Only Child?, 2007
- (en) Meg Rosoff, Wild Boars Cook, 2008
- (en) Meg Rosoff, Jumpy Jack and Googily, 2008
- (en) Carol Diggory Shields, Wombat Walkabout, 2009
- (en) Rukhsana Khan, Big Red Lollipop, 2010
- (en) Jacqueline Woodson, Pecan Pie Baby, 2010
- (en) April Stevens, Edwin Speaks Up, 2011
- (en) Lisa Wheeler, Spinster Goose, 2011
- (en) Aldous Huxley, The Crows of Pearblossom, 2011
- (en) J. Patrick Lewis et Jane Yolen, Take Two! A Celebration of Twins, 2012
- (en) Polly Horvath, Mr. and Mrs. Bunny—Detectives Extraordinaire!, 2012
- (en) Annie Barrows, Série : Ivy and Bean, 2006–2013
- (en) John Bemelmans Marciano, The 9 Lives of Alexander Baddenfield, 2013
- (en) Matthew Olshan, The Mighty Lalouche, 2013
- (en) Judith Viorst, And Two Boys Booed, 2014
- (en) Emily Jenkins, A Fine Dessert : Four Centuries, Four Families, One Delicious Treat, 2015
- (en) Lindsay Mattick, Finding Winnie : The True Story of the World's Most Famous Bear, 2015
- (en) Matthew Olshan, A Voyage in the Clouds : The (Mostly) True Story of the First International Flight by Balloon in 1785, 2016
- (en) John Bemelmans Marciano, Série : The Witches of Benevento, 2016–2017
- (en) Kate DiCamillo, The Beatryce Prophecy, 2021

## Prix et distinctions
- New York Times Best Illustrated Books Awards 2014[14] pour The Baby Tree (L'Arbre à bébé)
- Médaille Caldecott 2016 pour Finding Winnie: The True Story of the World’s Most Famous Bear[9]
- Médaille Caldecott 2019 pour Le Phare (Hello Lighthouse)[10]